# Мусієнко Микола Миколайович
Мусіє́нко Мико́ла Микола́йович — відомий вчений і педагог, доктор біологічних наук, професор, академік НААН України, академік АН ВШ України, завідувач кафедри фізіології й екології рослин, Заслужений професор Київського національного університету імені Тараса Шевченка. Член Федерації товариства біологів рослин Європи (FESPB), Європейської асоціації департаментів екології, Міжнародної асоціації з фотосинтезу, радник Американського біографічного центру, віце-президент Всеукраїнської асоціації біологів рослин. Соросівський професор (1996).

## Життєпис
Закінчив 1968 біологічний факультет Київського університету, 1971 — аспірантуру. Того ж року захистив кандидатську дисертацію на тему «Сортовые особенности метаболизма и термоустойчивость озимой пшеницы». У 1985 році захистив докторську дисертацію на тему «Жароустойчивость озимой пшеницы и её диагностика». З 1971 працює у Київському університеті. Пройшов шлях від асистента до декана біологічного факультету (1982–85).
Професор кафедри фізіології рослин (1987—1990), завідувач (1990—2004), професор (з 2004) кафедри фізіології та екології рослин біологічного факультету.
Автор більш як 400 публікацій, у тому числі 25 монографій, підручників, навчальних посібників, словників для вищої та середньої школи.

## Визнання
Лауреат премії імені М. Г. Холодного НАН України (1999), заслужений діяч науки і техніки України (2000).
Також лауреат нагороди Ярослава Мудрого АН ВШ України (1995). «Людина року» за версією Міжнародного біографічного центру (1998).